# Kosztela
Kosztela (Kosztel, Kosztyla, Kosztylka, Wierzbówka Biała, Wierzbówka Zimowa) – stara odmiana uprawna jabłoni domowej pochodząca z Polski. Po raz pierwszy wyhodowana jako siewka i opisana w 1590 roku przez zakonników klasztoru w Czerwińsku. Jeden z ulubionych owoców króla Polski Jana III Sobieskiego i królowej Marii Kazimiery, uprawiany w ogrodach Pałacu w Wilanowie wraz z innymi drzewami owocowymi. Odmiana rozpowszechniona w XIX wieku. Popularność odmiany spadała od drugiej połowy XX wieku ze względu na wzrost znaczenia odmian przemysłowych.

## Morfologia
Pokrój
Drzewo rośnie silnie i bardzo silnie, jest wytrzymałe i długowieczne. Tendencja drzewa okazałego. Korona kulista, silnie zagęszczona. Kwiaty białe, kremowe i miododajne.
Owoce
Owoce koszteli są średniej wielkości do dużych lub drobne, kulistospłaszczone, dość regularne. Mocna, twarda, błyszcząca, zielona skórka, która w miarę dojrzewania zmienia kolor na żółtą. Skórka pokryta woskiem. Czasem występują drobne cętki z lekkim rumieńcem pomarańczowym. Miąższ słodki, kruchy, twardy i zwarty o specyficznym, deserowym smaku. Owoce bardzo słodkie. Słodycz nektarowo-kwiatowa. Gniazda nasienne duże z wieloma nasionami.

## Uprawa, zbiór i przechowywanie owoców
Kosztele są zalecane do uprawy amatorskiej, nietowarowej i przemysłowej. Brak specjalnych wymagań, jeśli chodzi o glebę, jednak przy słabych glebach owoce mogą być drobniejsze. Najlepsza do sadzenia jest ziemia średnia, np. piaszczysto-gliniasta. Wskazany lekko kwaśny lub obojętny odczyn gleby. Drzewo rośnie dobrze w słońcu lub półcieniu. Gleba powinna być umiarkowanie wilgotna. Pora kwitnienia w maju. Bardzo późno wchodzi w okres owocowania – w ósmym, dziesiątym roku od posadzenia. Owocowanie w połowie września.
W okresie owocowania zbiór bardzo obfity. Owoce należy zbierać szybko – mają tendencję do masowego opadania. Do spożycia nadają się w październiku i listopadzie. Owoce smaczniejsze są po pewnym czasie przechowywania niż bezpośrednio po zerwaniu. Odmiana trudna w przechowywaniu ze względu na dużą podatność na choroby owoców rozwijające się przy dłuższym leżakowaniu. W chłodniach wytrzymują do stycznia, a według niektórych źródeł do marca. Owoce Koszteli źle znoszą transport, ze względu na tendencję do łatwego obtłukiwania i sinienia.

## Zastosowanie
Odmiana wybitnie deserowa, przeznaczona do bezpośredniego spożycia. Nie zaleca się przetworów. Owoce nadają się do ciast i racuchów, ale trzeba je obierać bardzo szybko, gdyż łatwo ciemnieją.

## Zdrowotność
Owoce cechuje duża podatność na plamistość podskórną i oparzeliznę powierzchniową. Odmiana wysoko mrozoodporna. Dość duża odporność na parch i mączniak. Odmianę atakować mogą: bawełnica korówka, mszyca jabłoniowa, owocnica jabłkowa i owocówka jabłkóweczka. Duża odporność na większość chorób.

## Mutanty koszteli
- Kosztela czerwona – intensywnie zarumieniona skórka, brak różnic smakowych[7].